# قويسنا (مركز)

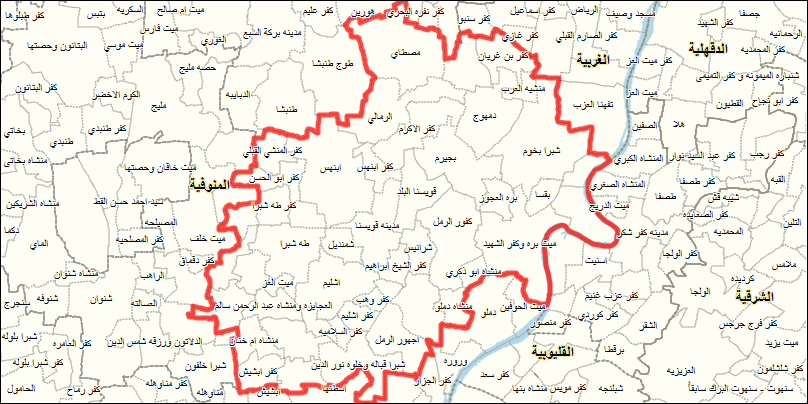
خريطة مركز قويسنا.

مركز قُوَيْسِنَا، مركزٌ لمحافظة المنوفية في جمهورية مِصرَ العربية. قاعدته الإدارية مدينة قُوَيْسِنَا.

## جغرافيا
هو في أقصى جَنوب شرق المحافظة، ومِساحته 203.9 كم مربعًا، أي 8.02% من جملة مِساحة المحافظة.

## التقسيم الإداري
فيه سبع وَحَدات محلية قروية، وهي: ميت بره، شبرا بخوم، بُجَيْرِمٌ، إبنهس، طه شبرا، أم خنان، وعرب الرمل. ويتبعهم 47 قرية و109 كفر ونجع.

## السكان
سكانه سنة 2006: 379,712 نسَمة.

## التأسيس
كانت قويسنا قديماً تسمى منشأة صبرى وقد سميت بهذا الاسم تعظيماً لاسم صبرى باشا مدير مديرية المنوفية وسميت قويسنا نسبة إلى قرية قويسنا البلد الذي سميت هذه القرية نسبه إلى الشيخ القويسنى ويقال أن اسم قويسنا على اسم جزيرة في النيل.واسميت قويسنا نسبة إلى الشيخ القويسنى الذي كان يقطن فيها ان ذاك. وبعد قرار المملكة المصرية آنذاك بالبدء في إنشاء خط سكة حديدى يربط ما بين القاهرة(العاصمة) والإسكندرية مرورا بمدن بنها وطنطا كفر الزيات دمنهور وصولاً إلى الإسكندرية(وهو ثاني خط سكة حديد على مستوى العالم) على أن يمر هذا الخط الحديدى بشرق منشأة صبرى الفارغ من الإنشاءات الحضرية آنذاك وعلى ذلك فقد ارتأت المديرية العمومية للمنوفية إنشاء مدينة حضرية على أن تكون متضمنة البلدة القديمة(منشأة صبرى) وقد كان المرسوم الملكى سنة 1897 الصادر بإنشاء مدينة قويسنا المحطة (وذلك لتفريقها عن البلد الأصلى المسمى بذلك الاسم وهي قويسنا البلد)هو الميلاد الرسمى لمدينة قويسنا وعلى ذلك تم إنشاء المجلس المحلى لمدينة قويسنا ومن قبله مجلس مدينة قويسنا ومن ثم أصبحت مدينة قويسنا مدينة جاذبة للسكنى من مختلف الجهات فقد ورد إليها عائلات من الريف المجاور وتمثل نشاطهم في تملك الأطيان الزراعية وكذلك من الصعيد واشتهارهم بتجارة الأقمشة والمني-فاتورة وبعض الأسر السودانية أيضاً وتحتضن قويسنا عدد كبير من الجوامع ذات الحجم الكبير، كما يوجد بها كنيستين كبيرتين.
تتميز قويسنا بانها المركز الوحيد الذي يربط المنوفية بالقاهرة وعن طريقها تمر كل السيارات لدخول المنوفية وأيضا تربط المنوفية ببعضها فعن طريق قرية شبرا قبالة تربط قويسنا بقرية إسطنها التابعة لمركز الباجور وقرية أجهور الرمل التي تربط محافظة المنوفية بمحافظة القليوبية وتعتبر قويسنا هي أول حدود المنوفية فبعدها تكون مدينة بنها محافظة القليوبيه ويوجد بقويسنا أيضا الطريق الحربي الذي يمر بقويسنا مرورا إلى قريه قويسنا البلد وقريه بجيرم وعزبه على عبد الجواد وصولا إلى بركه السبع ومنها إلى طنطا. وقد استخدم هذا الطريق وقت الحرب لنقل المعدات والذخائر. وصل هذا الطريق أيضا بمحافظه الغربية.

## المطار الحربي
يوجد من الناحية الشمالية للمركز مطار حربي بجوار قرية (ابنهس) تم استهداف المطار من الطائرات الإسرائيلية في سنوات الحرب في سبعينات القرن الماضي وتدمير المدرج الخاص به بعد دفاع جوي وتم اهمال المطار فترة من الزمن الي انه يتم تحويله الي مطار تجاري ومدني بعد الثورة للعمل علي الاحتيجات المدنية في منطقة الدلتا.

## المدينة الصناعية
يوجد بقويسنا المدينة الصناعية الكبري وهي مدينة مبارك الصناعية ويوجد بها أكبر مجموعة في مصر لصناعة الإلكترونيات والأجهزة المنزلية وهي مجموعة العربي (والتي تعد أكبر مجموعة صناعية للأجهزة المنزلية والألكترونيات في الوطن العربي) ويوجد مصنع سيجما للأدوية ومصانع أخرى كثيرة وتعرف مدينة قويسنا بترابط أسرها وعائلتها.

## قرى قويسنا
عزبة هشلة
| - إبنهس - أجهور الرمل - أشليم - أم خنان - بجيرم - برة العجوز - بقسا - بني غريان - دملو - دمهوج - الرمالي - شبرا قبالة | - شبرا بخوم - شرانيس - شمنديل - طه شبرا - العجايزة - عرب أبو ذكري - عرب الرمل - قويسنا البلد - كفر إبنهس - كفر أبو الحسن - كفر أشليم - كفر الأكرم | - كفر السلامية - كفر الشيخ إبراهيم - كفر العرب القبلي - كفر المنشى - كفر بني غريان - كفر زين الدين - كفر طه شبرا - كفر ميت العبسي - كفر ميت سراج - كفر هلال - كفر وهب - كفور الرمل | - مصطاى - منشأة الشهيد عبد المنعم رياض - منشاة العجايزة - منشاة العرب - منشأة دملو - منشأة صبرى - ميت أبو شيخة - ميت العبسي - ميت العز - ميت القصرى - ميت بره - ميت سراج |